# Actinoseris radiata
Actinoseris radiata là một loài thực vật có hoa trong họ Cúc. Loài này được (Vell.) Cabrera mô tả khoa học đầu tiên năm 1970.